# 이혜민 (남자 가수)
이혜민(1959년 1월 15일 ~ )은 배따라기 대한민국의 싱어송라이터이다.

## 주요 이력
고등학교 시절, 그는 강은철이 불러 히트한 〈삼포 가는 길〉의 작사·작곡을 맡았다. 이후 김흥국의 〈호랑나비〉, 〈59년 왕십리〉, 김재희의 〈애증의 강〉, 이예린의 〈포플러 나무 아래〉를 비롯하여, 〈아낌없이 주는 나무〉, 〈유년 시절의 기행〉, 〈내게 너무 이쁜 그녀〉, 〈나만의 회상〉 등의 작품을 작곡하였다.
1983년에는 〈은지〉와 〈비와 찻잔 사이〉를 발표하며 양현경과 함께 ‘배따라기’라는 이름으로 정규 1집 앨범을 발매하였다. 이후 ‘배따라기’로 활동하며 〈내 마음은 외로운 풍차〉, 〈그대 작은 화분에 비가 내리네〉 등을 발표하였다. 1988년에는 7집 앨범을 통해 〈희에게〉, 〈그때의 이야기처럼〉, 〈작은 수선화〉를 비롯한 곡들을 선보였으며, 같은 해 박찬우와 함께 연주 앨범 〈배따라기 토크 송 연주집―그리운 이름에게〉를 발표하였다.
1990년 지구레코드에서 베스트 음반을 발매하며 신곡 〈추억 속의 해변〉, 〈믿어주오〉를 선보였고, 2007년에는 도레미레코드에서 신보 〈배따라기―약속〉을 내놓으며 〈내 사랑 이해해요〉 등의 곡을 발표하였다. 이 앨범에는 소프라노 문주은이 객원 코러스로 참여하였다.
2019년에는 고양 아람누리에서 가족 뮤지컬 〈아빠와 크레파스〉가 초연되었으며, 같은 해 5월 아울러스 미디어를 통해 정규 9집 〈뷰리플 제주〉를 발표하여 〈잠자리〉, 〈버스 스탑〉 등을 수록하였다. 이어 2021년에는 〈꼬팽과 떠나는 크리스마스 캐럴〉을 발표하였고, 2022년 1월부터는 KBS 미디어와 함께 ‘아빠와 크레파스 40주년 기념 어린이 감성 동요’ 음원을 발매하였다.
2023년에는 데뷔 40주년을 기념하여 애니버서리 LP 한정판 제작을 진행하였다.